# Tatonduk River
Der Tatonduk River ist ein 110 Kilometer langer rechter Nebenfluss des Yukon River im kanadischen Yukon-Territorium sowie im US-Bundesstaat Alaska.

## Verlauf
Der Tatonduk River entspringt in den West Nahoni Mountains im Yukon-Territorium. Er fließt innerhalb von Kanada in überwiegend südlicher Richtung durch das Bergland. Etwa 20 Kilometer vor seiner Mündung wendet sich der Fluss nach Westen und überquert die Grenze nach Alaska. Die Mündung des Tatonduk River in den Yukon River befindet sich 40 Kilometer oberhalb der Mündung des Nation River und 25 Kilometer nördlich von Eagle.

## Einzugsgebiet
Der Tatonduk River entwässert ein gebirges Areal mit einer Fläche von etwa 3540 km². Das Einzugsgebiet des Eagle Creek grenzt im Nordwesten an das des Nation River, im Nordosten und im Osten an das Ogilvie River, im äußersten Südosten an das des Fifteenmile River sowie im Süden an die Einzugsgebiete von Coal Creek und Eagle Creek.